# Carlos Jorge Neto Martins
Carlos Jorge Neto Martins (Oliveira do Hospital, 29 april 1982) is een Portugese voetballer die onder contract staat bij Benfica. Hij speelt meestal als aanvallende middenvelder.

## Clubs
Carlos Martins doorliep de jeugdopleiding van Sporting Clube de Portugal, waar hij begon op achtjarige leeftijd. Hij haalde het eerst elftal van de club uit Lissabon, maar wist mede door blessures nooit echt door te breken. Hij werd daarom al snel uitgeleend aan SC Campomaiorense, waar hij in 2001/02 27 wedstrijden speelde. Een half jaar later werd hij weer uitgeleend, deze keer aan Académica Coimbra, waar hij in een half jaar negen wedstrijden speelde.
Vervolgens keerde Martins terug bij Sporting, maar hij bleef veel last houden van blessures. Tijdens het volgende seizoen (2003/04) speelde hij slechts veertien wedstrijden, waarin hij twee keer scoorde.
In februari 2007 vonden er een paar incidenten plaats waardoor Martins uit de selectie werd gezet. Een paar maanden later vertrok de middenvelder en tekende hij voor Recreativo Huelva uit Spanje. Voor zijn nieuwe club speelde hij 32 wedstrijden en maakte hij zes goals in de Primera División. Tijdens dit seizoen maakte hij indruk en hij vertrok na één seizoen naar Benfica, dat drie miljoen euro voor hem betaalde. Ook bij Benfica had hij weer last van blessures en was hij lang niet altijd vaste basisspeler.
Gedurende het seizoen (2011/12) werd hij uitgeleend aan het Spaanse Granada CF, hier speelde hij 29 wedstrijden en maakte hij 3 doelpunten in de Primera División.

## Internationaal
Martins speelde twaalf interlands voor Portugal onder 21, waarin hij zeven goals maakte. Na het wereldkampioenschap 2006 werd hij voor het eerst opgeroepen voor Portugal en maakte hij zijn debuut tegen Finland. Na zijn seizoen bij Granada CF werd hij geselecteerd voor de definitieve selectie van Portugal voor het Europees kampioenschap 2012. De middenvelder moest zich echter afmelden met een spierblessure. Hugo Viana werd opgeroepen als vervanger van de geblesseerde Martins. Hij vertegenwoordigde zijn vaderland op de Olympische Spelen 2004 in Athene.

## Erelijst
Sporting Clube de Portugal
- UEFA Cup

runner-up 2005
 Benfica
- SuperLiga

2010, 2014
- Taça da Liga

2009, 2010

## Statistieken[3]
| Seizoen | Club                 | Wedstrijden | Doelpunten | Competitie       |
| ------- | -------------------- | ----------- | ---------- | ---------------- |
| 2000/01 | Sporting CP          | 1           | 0          | SuperLiga        |
| 2001/02 | SC Campomaiorense    | 26          | 1          | SuperLiga        |
| 2002/03 | Sporting CP          | 6           | 0          | SuperLiga        |
| 2002/03 | Académica Coimbra    | 9           | 0          | SuperLiga        |
| 2003/04 | Sporting CP          | 14          | 2          | SuperLiga        |
| 2004/05 | Sporting CP          | 22          | 5          | SuperLiga        |
| 2005/06 | Sporting CP          | 21          | 2          | SuperLiga        |
| 2006/07 | Sporting CP          | 12          | 0          | SuperLiga        |
| 2007/08 | Recreativo de Huelva | 32          | 6          | Primera División |
| 2008/09 | Benfica              | 24          | 0          | SuperLiga        |
| 2009/10 | Benfica              | 17          | 3          | SuperLiga        |
| 2010/11 | Benfica              | 25          | 3          | SuperLiga        |
| 2011/12 | Granada CF           | 29          | 3          | Primera División |
| 2012/13 | Benfica              | 13          | 0          | SuperLiga        |
| Totaal  |                      | 251         | 25         |                  |

1 Moreira ·
2 Sérgio ·
3 Meireles ·
4 Alves ·
5 Ricardo Costa  ·
6 Meira ·
7 Ronaldo ·
8 Viana ·
9 Almeida ·
10 Martins ·
11 Ribeiro ·
12 Frechaut ·
13 Boa Morte ·
14 Bosingwa ·
15 Lourenço ·
16 João Paulo ·
17 Danny ·
18 Vale ·
Coach: Romão